# Federazione di rugby a 15 di Singapore
Singapore Rugby Union è l'organo che governa il Rugby a 15 a Singapore